# 中铁物贸集团
中铁物贸集团有限公司，注册地位于北京，隶属于中国铁路工程集团的上市公司中国中铁。业务性质为物资贸易。2017年，公司总资产101.92亿元，净资产-8.01亿元，净利润-8.62亿元。

## 业务范围
公司主要开展钢铁、水泥、钢轨、道岔、油品化工、系统设备集成、煤炭、矿石、有色金属、木材、建筑材料、橡胶制品、机械设备等建筑业全品类物资贸易服务。还提供经济信息咨询、仓储服务、设备租赁、项目投资、资产管理、货物进出口、技术进出口、代理进出口等智力密集型、高附加值服务产品。

## 历史
为成昆、成兰、成渝、成贵、沪昆、郑万、兰新、银西、汉十、川藏、蒙华等铁路工程，京新高速、绥延高速、汕揭高速以及深圳、广州、福州、成都、武汉、郑州、西安、石家庄、呼和浩特城市地铁等工程，提供了数千亿元的工程物资集采服务。